# Ein Zug für zwei Halunken
Ein Zug für zwei Halunken (Originaltitel: Emperor of the North) ist ein US-amerikanischer Actionfilm aus dem Jahr 1973. Regie führte Robert Aldrich, in den Hauptrollen sind Lee Marvin, Ernest Borgnine und Keith Carradine zu sehen. Das von Christopher Knopf verfasste Drehbuch basiert auf dem Buch Abenteurer des Schienenstranges (The Road) von Jack London, der darin die Erfahrungen aus seiner Jugend verarbeitete, in der er als Landstreicher auf Güterzügen durch Amerika reiste.

## Handlung
Der Film spielt 1933, zur Zeit der Großen Depression, und handelt von Hobos, Wanderarbeitern, die verbotenerweise auf Güterzügen durch den Westen der USA reisen. Eines Tages gelingt es dem erfahrenen Hobo „Ass Nr. 1“, ein Stück im Güterzug Nr. 19 mitzufahren, dem sogenannten „19er“. Dessen Zugführer ist der ehrgeizige Shack, der Hobos mit aller Macht von seinem Zug fernzuhalten versucht und dabei auch vor sadistischer Gewaltanwendung nicht zurückschreckt. Ebenfalls an Bord gelangt der junge, wenig erfahrene, aber umso großmäuligere Cigaret, der jedoch von Shack entdeckt und zusammen mit Ass Nr. 1 zu dessen Missfallen im Waggon eingesperrt wird. Ass Nr. 1 findet aber einen Ausweg, und fortan heftet sich Cigaret an ihn und redet ständig davon, ein ebenso erfolgreicher Hobo zu werden.
Mit anderen Hobos und Eisenbahnarbeitern wettet Ass Nr. 1, dass er es als erster schaffen werde, auf Shacks „19er“ die gesamte Strecke bis Portland zu fahren. Wegen Cigarets Unachtsamkeit beim Besteigen des anfahrenden Zuges werden beide früh von Shack entdeckt. Mit allen Mitteln versucht dieser nun, die beiden vom Zug zu verjagen. Im finalen Kampf auf einem offenen Güterwaggon gelingt es Ass Nr. 1, Shack zu verletzen und vom Zug zu stoßen. Danach prahlt Cigaret, als hätte er gleichermaßen dazu beigetragen, Shack zu bezwingen. Nun hat Ass Nr. 1 endgültig genug von der Nervensäge und wirft ihn ebenfalls vom Zug mit der Begründung, er habe nicht genug Klasse für einen guten Hobo.

## Filmanalyse
Ein Zug für zwei Halunken stellt in mehrerlei Hinsicht einen Bruch in Aldrichs Filmographie dar. Einerseits in den Figuren, denn die Protagonisten sind warmherziger und verständnisvoller charakterisiert als in vorherigen Filmen. Andererseits auch in den Nahaufnahmen der Hauptfiguren, die dadurch näher durchleuchtet werden und durch die ihre Geschichten erzählt werden. Verglichen mit Aldrichs vorangegangenen Filmen ist ebenfalls neu, dass es lediglich zwei Höhepunkte gibt und keine große Anzahl erzählerischer Wendepunkte. Gemeint ist sowohl die Szene, in der Shack bei dichtem Nebel versucht, die wegen seiner Verspätung drohende Frontalkollision mit dem entgegenkommenden Postzug zu verhindern, als auch der finale Dreikampf zwischen Shack, Ass Nr. 1 und Cigaret.

## Kritiken
Die Fernsehzeitschrift Prisma findet die Leistung Marvins und Borgnines zwar „stark“, bewertet den Film aber als „actionlastigen Streifen“, der „zu stark auf ein brutales Finale setzt, als ein packendes Zeitkolorit zu zeigen“. Das Lexikon des Internationalen Films urteilt: „Routiniert inszenierter Action-Film, der unter seinem aufdringlichen und unnötig brutalen Finale leidet.“